# رزمونت کمپ (آریزونا)
رزمونت کمپ (به انگلیسی: Rosemont Camp) یک منطقهٔ مسکونی در ایالات متحده آمریکا است که در آریزونا واقع شده است. رزمونت کمپ ۱٬۴۸۲ متر بالاتر از سطح دریا قرار دارد.